# Martín Vásquez (futebolista)
Não confunda com o ex-futebolista espanhol Rafael Martín Vázquez.
Martín Vásquez Gómez (Yahualica, 24 de dezembro de 1963), é um ex-futebolista e treinador de futebol mexicano-norte-americano que atuava como meio-campista. Atualmente, está sem clube.

## Carreira
Vásquez, que mudou-se para Los Angeles aos 12 anos de idade, jogou entre 1984 e 1999, com destaque para sua passagem com a camisa do Atlas, onde jogou 119 vezes e fez um gol. Em seu país natal, atuou também por Leones Negros, Puebla e Veracruz. Nos Estados Unidos, atuou por Los Angeles Lazers , Hollywood Kickers, Memphis Storm e California Kickers na fase amadora, e após a criação da Major League Soccer, defendeu Tampa Bay Mutiny e San José Clash, encerrando a carreira aos 35 anos, no Orange County Zodiac, que disputava na época a USL A-League.
Pouco depois de sua aposentadoria, virou auxiliar-técnico e exerceu a função no Cal Poly Pomona, San Diego Spirit, Los Angeles Galaxy, Chivas USA e  Bayern de Munique, trabalhando ao lado de Jürgen Klinsmann. Sua estreia como treinador foi em 2010, quando substituiu Predrag "Preki" Radosavljević no Chivas USA. Entre 2011 e 2014 foi auxiliar-técnico na Seleção Norte-Americana.
Após 4 anos fora dos gramados, Vásquez regressaria ao futebol em 2019, como treinador do Real Monarchs.

## Carreira internacional
Tendo atuado 3 vezes pela Seleção Mexicana entre 1991 e 1992, Vásquez foi liberado para representar os Estados Unidos ápós receber a cidadania do país, uma vez que as partidas contra Colômbia e Rússia não foram consideradas oficiais pela FIFA. A estreia pelos Star and Stripes foi contra a Guatemala, pelas eliminatórias da Copa de 1998 (empate por 2 a 2), e o último de seus 7 jogos foi contra El Salvador, em novembro de 1997

## Títulos
Tampa Bay Mutiny
- MLS Supporters' Shield: 1 (1996)